# Machaeranthera
Genre
Classification phylogénétique
Machaeranthera est un genre de plantes à fleurs de la famille des Asteraceae.

## Liste d'espèces
Selon ITIS:
- Machaeranthera asteroides (Torr.) Greene
  - Machaeranthera asteroides var. asteroides (Torr.) Greene
- Machaeranthera arida B.L. Turner et Horne
- Machaeranthera bigelovii (Gray) Greene
- Machaeranthera blephariphylla (Gray) Shinners
- Machaeranthera breviligulata (Hemsl.) Turner & Horne
- Machaeranthera canescens (Pursh) Gray
- Machaeranthera carnosa (Gray) Nesom
- Machaeranthera coloradoensis (Gray) Osterhout
- Machaeranthera coulteri (Gray) B.L. Turner et Horne
- Machaeranthera gracilis (Nutt.) Shinners
- Machaeranthera grindelioides (Nutt.) Shinners
- Machaeranthera gypsitherma Nesom, Vorobik et Hartman
- Machaeranthera gypsophila B.L. Turner
- Machaeranthera harvardii (Waterfall) Shinners
- Machaeranthera juncea (Greene) Shinners
- Machaeranthera parviflora Gray
- Machaeranthera pinnatifida (Hook.) Shinners
- Machaeranthera riparia (Kunth) A.G. Jones
- Machaeranthera scabrella (Greene) Shinners
- Machaeranthera tagetina Greene
- Machaeranthera tanacetifolia (Kunth) Nees
- Machaeranthera viscida (Woot. et Standl.) R.L. Hartman